# 나는 내가 의천검을 쥔 것처럼
"나는 내가 의천검을 쥔 것처럼"(If I Wear A Sword In The Stone)은 한국에서 제작된 윤성호 감독의 2004년 영화이다. 유소라 등이 주연으로 출연하였다.

## 출연

### 주연
- 유소라
- 홍성아
- 이원정
- 윤성호